# 기득 이해
기득 이해(vested interest, 旣得利害) 관계란 커뮤니케이션 이론에서 직접적인 이해관계를 가진 경우이다. 기득권을 사수하려고 하는 것이 대표적인 기득 이해에 해당되지만, 현재는 권익이 없는데 제도 변경을 통해 직접적으로 이득을 얻는 계층도 기득 이해 관계를 가지고 있다고 말할 수 있다.

## 같이 보기
- 이해충돌
- 기득권